# Easley Blackwood (brydżysta)
Easley R. Blackwood (ur. 25 czerwca 1903, zm. 27 marca 1992), amerykański brydżysta, wynalazca popularnej konwencji 4BA Blackwooda.  Urodzony w Birmingham w stanie Alabama, większość swojego życia mieszkał w Indianapolis w stanie Indiana.
Od 1958 do 1971 był sekretarzem generalnym American Contract Bridge League.